# AMV (assurance)
Pour les articles homonymes, voir AMV.
AMV est un courtier d'assurances direct, créé en 1974 par Franck Allard sous le nom d'Assurance moto verte, et spécialisé dans l'assurance moto, scooter et véhicules de collection. AMV propose également des assurances auto, 4x4, camping-car, scooter des mers et habitation.
Filiale de Filhet-Allard, 6e courtier d'assurance sur le plan national, son siège social est situé à Mérignac, en Gironde. AMV est également présent en Espagne (2003) et en Argentine (2013).

## Historique
En 1974, Franck Allard, passionné d'enduro, crée Assurance moto verte, qui devient AMV en 1999. En 1987, la compagnie crée 3614 AMV, une assurance immédiate sur le Minitel. Elle acquiert Légende Assurance, spécialisée dans les voitures et les motos de collection, en 2010 et est à l'origine de la création du site Motospot.fr, premier réseau social dédié aux deux-roues.
L'entreprise ouvre sa première filiale internationale en Espagne en 2003, avant dix ans plus tard d'ouvrir sa seconde filiale en Argentine.